# Mala Bîihan, Bereg
Mala Bîihan (în ucraineană Мала Бийгань, maghiară Kisbégány) este un sat în comuna Velîka Bîihan din raionul Bereg, regiunea Transcarpatia, Ucraina.

## Demografie
Componența lingvistică a localității Mala Bîihan
     Maghiară (95,62%)
     Ucraineană (3,69%)
     Alte limbi (0,7%)
Conform recensământului din 2001, majoritatea populației localității Mala Bîihan era vorbitoare de maghiară (95,62%), existând în minoritate și vorbitori de ucraineană (3,69%).